# Борго Америка (Тревизо)
Борго Америка је насеље у Италији у округу Тревизо, региону Венето.
Према процени из 2011. у насељу је живело 23 становника. Насеље се налази на надморској висини од 170 м.